# Apaiseur
 (août 2024).
Si vous disposez d'ouvrages ou d'articles de référence ou si vous connaissez des sites web de qualité traitant du thème abordé ici, merci de compléter l'article en donnant les références utiles à sa vérifiabilité et en les liant à la section « Notes et références ».
Les apaiseurs, anciennement aussi appelés apaisours ou apesurs, étaient au bas moyen âge et sous l'Ancien Régime des sortes de juges de paix chargés d'apaiser les querelles. Ils existaient à Lille et à Valenciennes.
À Lille, ils étaient nommés par les curés des quatre plus anciennes paroisses. À Valenciennes, ils étaient désignés par le Magistrat.

## Sources
- Frédéric Godefroy, Dictionnaire de l’ancienne langue française et de tous ses dialectes du IXe au XVe siècle, édition de F. Vieweg, Paris, 1881–1902 Voir en ligne
- s:Dictionnaire de Trévoux/6e édition, 1771/APAISEUR
- s:Dictionnaire de Trévoux/6e édition, 1771/APAISENTEUR